# SMPTE 344M
SMPTE 344M est un standard publié par la SMPTE qui étend SMPTE 259M pour autoriser des débits de 540 Mbit/s.
Ce standard fait partie d'une famille de standards qui définit une interface numérique en série (basé sur un câble coaxial) destiné à être utilisé pour transporter de la vidéo (et de l'audio) non compressé. Cette interface est couramment appelée SDI (Serial Digital Interface) ou SD-SDI.